# Eddie Meduza
Errol Leonard Norstedt, bekend onder de artiestennaam Eddie Meduza (Örgryte, Göteborg, 17 juni 1948 - Nöbbele, buiten Växjö, 17 januari 2002), was een Zweedse songwriter, componist, tekstschrijver, muzikant, komiek, zanger en multi-instrumentalist. Meduza speelde onder meer gitaar, elektrische bas, saxofoon, accordeon en piano. Hij was voornamelijk actief binnen het genre rockabilly.

## Discografie
- 1975 - Errol
- 1979 - Eddie Meduza & Roarin' Cadillacs
- 1980 - Garagetaper
- 1981 - Gasen I Botten
- 1982 - För Jævle Braa!
- 1983 - Dåren É Lös
- 1984 - West A Fool Away
- 1985 - Ain't Got No Cadillac
- 1990 - You Ain't My Friend
- 1995 - Harley Davidson
- 1997 - Silver Wheels
- 1998 - Värsting Hits
- 1999 - Väg 13
- 2001 - Scoop